# Kogeldrukmeter
Een kogeldrukmeter of ook wel disselmeter is een meetinstrument waarmee de kogeldruk (de naar beneden gerichte kracht van de caravan of aanhanger) op een trekhaak wordt gemeten. 
Deze kogeldruk bepaalt voor een groot deel het weggedrag van de combinatie auto en aanhanger of caravan. De trekhaak op het voertuig bepaalt de maximaal toegestane kogeldruk. 
Er zijn alternatieve methoden om de kogeldruk te meten. Zo kan ook eenvoudig met een plank tussen de dissel en een personenweegschaal een indicatie van de kogeldruk verkregen worden.